# بدرود فرمانده

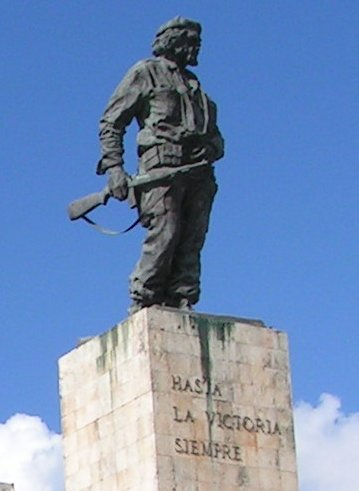
بخشی از بنای یادبود چه‌گوارا در سانتاکلارا، کوبا

«بدرود فرمانده» (به اسپانیایی: Hasta siempre Comandante) ترانه‌ای است که در سال ۱۹۶۵ توسط آهنگساز کوبایی کارلوس پوئبلا ساخته شده‌است. این ترانه به عنوان پاسخی برای نامه خداحافظی چه‌گوارا در هنگام ترک کوبا سروده شده‌است. نام ترانه برگرفته از سخن معروف چه گوارا «Hasta la Victoria Siempre (تا پیروزی، همیشه!)» است.

## اجراها و ترجمه‌ها
این ترانه به زبان‌های بسیاری ترجمه شده و توسط خوانندگان زیادی بازخوانی شده‌است. بسیاری از گروه‌های آواز کوبا، کشورهای آمریکای لاتین و اروپا آن را خوانده‌اند. ناتالی کردون خواننده فرانسوی، سیلویو رودریگز خواننده کوبایی و گروه راک اسپانیایی بویکوت نیز اجراهای مشهوری از آن دارند. حداقل پنج اجرا از کارلوس پوئبلا موجود است که جزو مشهورترین اجراهای این ترانه هستند و یکی از آنها در بسیاری از منابع به اشتباه اثر ویکتور خارا عنوان شده؛ در حالی که این ترانه هرگز توسط او اجرا نشده‌است.
محسن نامجو نیز با استفاده از تم همین آهنگ، ترانه‌ای در تمجید از چه‌گوارا و به نام او خوانده‌است.

## ترجمه فارسی
| Hasta siempre Comandante Aprendimos a quererte desde la histórica altura donde el Sol de tu bravura le puso cerco a la muerte. Aquí se queda la clara, la entrañable transparencia, de tu querida presencia, Comandante Che Guevara. Tu mano gloriosa y fuerte sobre la Historia dispara cuando todo Santa Clara se despierta para verte. Aquí se queda la clara, la entrañable transparencia, de tu querida presencia, Comandante Che Guevara. Vienes quemando la brisa con soles de primavera para plantar la bandera con la luz de tu sonrisa. Aquí se queda la clara, la entrañable transparencia, de tu querida presencia, Comandante Che Guevara. Tu amor revolucionario te conduce a nueva empresa donde esperan la firmeza de tu brazo libertario. Aquí se queda la clara, la entrañable transparencia, de tu querida presencia, Comandante Che Guevara. Seguiremos adelante, como junto a tí seguimos, y con Fidel te decimos: «¡Hasta siempre, Comandante!» Aquí se queda la clara, la entrañable transparencia, de tu querida presencia, Comandante Che Guevara. Carlos Puebla | بدرود فرمانده به دوست داشتنت خو گرفته‌ایم بعد از آن فراز تاریخی آنجا که خورشید شهامتت مرگ را به زانو درآورد اینجا از وجود عزیز تو روشنایی و عطوفتی زلال به جای مانده‌است فرمانده چه‌گوارا دست‌های قوی و پرافتخارت به تاریخ شلیک می‌کند آنگاه که تمامی سانتاکلارا برای دیدنت از خواب برخاسته است اینجا از وجود عزیز تو روشنایی و عطوفتی زلال به جای مانده‌است فرمانده چه‌گوارا می‌آیی و با خورشیدهای بهاری نسیم را به آتش می‌کشی تا با شعله لبخندت پرچمی برافرازی اینجا از وجود عزیز تو روشنایی و عطوفتی زلال به جای مانده‌است فرمانده چه‌گوارا عشق انقلابی‌ات تو را به نبردی تازه رهنمون می‌شود آنجا که استواری بازوان آزادگرت را انتظار می‌کشند اینجا از وجود عزیز تو روشنایی و عطوفتی زلال به جای مانده‌است فرمانده چه‌گوارا از پی تو می‌آییم چنان‌که دوشادوش تو می‌آمدیم و همراه با «فیدل» تو را می‌گوییم: «بدرود، فرمانده!» اینجا از وجود عزیز تو روشنایی و عطوفتی زلال به جای مانده‌است فرمانده چه‌گوارا کارلوس پوئبلا |